# Love at Stake
Love at Stake ook bekend als Burnin' Love is een Amerikaanse komediefilm uit 1987, geregisseerd door John C. Moffitt en geschreven door Lanier Laney en Terry Sweeny. De hoofdrollen worden vertolkt door Patrick Cassidy, Kelly Preston en Georgia Brown.

## Verhaal
In 1692 is de jonge bakkerin Sara Lee heel blij als haar jeugdvriendje terugkeert om de nieuwe medewerker in de kerk van Salem te worden. Maar alles verloopt er niet altijd voorspoedig en eerlijk. De burgemeester en de rechter zijn verantwoordelijk voor beruchte heksenprocessen waarbij heel wat mensen onschuldig worden terechtgesteld. De lokale clerus heeft het duidelijk gemunt op Sara. En dan arriveert een vreemdelinge in de stad om haar neef te bezoeken. Wat niemand weet is dat deze vrouw eigenlijk een echte heks is en duivelse plannen heeft.

## Rolbezetting
| Acteur             | Personage               |
| ------------------ | ----------------------- |
| Patrick Cassidy    | Miles Campbell          |
| Kelly Preston      | Sara Lee                |
| Georgia Brown      | Widow Chastity          |
| Bárbara Carrera    | Faith Stewart           |
| Bud Cort           | Parson Babcock          |
| Annie Golden       | Abigail Baxter          |
| David Graf         | Nathaniel Baxter        |
| Audrie J. Neenan   | Mrs. Babcock            |
| Stuart Pankin      | Rechter Samuel John     |
| Dave Thomas        | Mayor Upton             |
| Anne Ramsey        | Oude Heks               |
| Mary Hawkins       | Mrs. Priscilla Upton    |
| Jackie Mahon       | Belinda Upton           |
| Norma MacMillan    | Tante Deliverance Jones |
| Joyce Brothers     | Herself                 |
| Colleen Karney     | Echtbreekster           |
| Juul Haalmeyer     | Buil                    |
| Julian Richings    | Stadsomroeper           |
| Danny Higham       | Newsboy                 |
| Marshall Perlmuter | Mr. Newberry            |
| Anna Ferguson      | Mrs. Newberry           |
| Catharine Gallant  | Constance Van Buren     |
| Jayne Eastwood     | Annabelle Porter        |
| Nick Ramus         | Baas Wannatoka          |